# Epithalassius africus
Epithalassius africus är en tvåvingeart som beskrevs av Octave Parent 1930. Epithalassius africus ingår i släktet Epithalassius och familjen styltflugor.
Artens utbredningsområde är Kongo. Inga underarter finns listade i Catalogue of Life.